# Steuerfahnder-Affäre
Die Steuerfahnder-Affäre (manchmal auch Paranoia-Affäre) ist im engeren Sinne die Bezeichnung der politischen Affäre um hessische Steuerfahnder im Finanzamt Frankfurt V. Sie begann im Jahre 1996 und ist noch nicht abgeschlossen, da Erklärungen, Entschuldigungen und Entschädigungsforderungen noch ausstehen (Stand: 30. Dezember 2020). Betroffen sind vor allem die hessischen Steuerfahnder Rudolf Schmenger, Marco Wehner sowie die Eheleute Heiko und Tina Feser. Es ging in dieser Affäre vor allem um die politischen Ursachen und juristischen Folgen des Umgangs mit Steuerfahndern bei der erfolgreichen Ausübung ihrer Dienstpflichten. Dabei spielten Dienstanweisungen, eine Amtsverfügung, Versetzungen, organisatorische Umstrukturierung, psychiatrische Gutachten und Zwangspensionierungen eine entscheidende Rolle.
Besondere Aufmerksamkeit erhielten die psychiatrischen Gutachten, mit denen den Steuerfahndern Dienstunfähigkeit bescheinigt wurde. Den Steuerfahndern wurde in nahezu wortgleichen Gutachten eine eindeutige „paranoid-querulatorische Entwicklung“ oder auch eine Anpassungsstörung attestiert. Der chronische Verlauf und die Unheilbarkeit mache die Steuerfahnder für alle Zeiten dienstunfähig, auch im Sinne der Teildienstunfähigkeit, Nachuntersuchungen wurden als zwecklos dargestellt.
Die fünf Beamten wurden im Dezember 2015 in letzter Instanz juristisch rehabilitiert.
Der Psychiater und Gutachter Thomas Holzmann, der auch nach dem Urteil des Gießener Gerichts von 2009 von weitgehend korrektem Verhalten seinerseits ausging, wurde in allen Fällen zu Schadensersatz verurteilt.
Das Land Hessen hat die Wiedereinstellung angeboten, aber noch keine Entschuldigung und Übernahme etwaiger weiterer Entschädigungsleistungen zugesagt (Stand Januar 2017).

## Tätigkeit der Steuerfahnder
Die Zwangspensionierung der Beamten fiel in die Amtszeit der ersten Landesregierung unter Roland Koch. Insbesondere der ehemalige hessische Finanzminister Karlheinz Weimar wurde eng mit dem Vorgang in Verbindung gebracht.
Vor ihrer Enthebung waren die Fahnder im Finanzamt Frankfurt V im so genannten „Bankenteam“ erfolgreich gegen Steuerhinterzieher vorgegangen und arbeiteten ab Mitte der 1990er-Jahre bis zum Zeitpunkt ihrer Absetzung im Jahr 1999 an einer Reihe von Fällen, die sich mit Liechtensteiner Konten befassten.
Der Umschwung begann 1996 mit der spektakulären Durchsuchung in der Vorstandsetage der Commerzbank, bei der kistenweise Akten beschlagnahmt wurden. Die Commerzbank wurde beschuldigt, reichen Kunden geholfen zu haben, ihr Geld auf Auslandskonten zu verschieben. Dadurch erhielt der Staat etwa eine Milliarde Euro an hinterzogenen Steuern zurück.
Die Oberfinanzdirektion Frankfurt/Main sprach Mitte 2000 den Beamten des sogenannten Bankenteams förmlich ihre Anerkennung aus.
Zu Beginn der Affäre wurde der Fall der Stiftung Zaunkönig publik, bei dem die CDU Hessen mit Hilfe ihres in die CDU-Spendenaffäre verwickelten Beraters Horst Weyrauch 20 Millionen DM in Liechtenstein versteckt gehalten hatte. Beobachter vermuteten einen Zusammenhang zur Steuerfahnder-Affäre.
Mittels der Amtsverfügung 2001/18 vom 30. August 2001 wurde festgelegt, ein steuerstrafrechtlicher Anfangsverdacht bei Geldtransfers ins Ausland solle künftig in der Regel nur noch dann angenommen werden, wenn es sich um Summen von über 300.000 (Einzeltransfers) bzw. 500.000 DM insgesamt handele. Alle niedrigeren Beträge seien durch die Steuerfahndung grundsätzlich nicht mehr zu bearbeiten. Außerdem sollten Verfahren während der laufenden Ermittlungen von der Abteilung V auf andere Veranlagungsämter verlagert werden. Diese Verfügungsbestimmungen widersprachen den Erfahrungen zur Praxis der Stückelung bei Hinterziehung und auch der Auffassung der Staatsanwaltschaft.
Die Steuerfahnder trugen ihre Bedenken vor: Mit Anwendung der Verfügung würden erhebliche Steueransprüche der öffentlichen Haushalte gegen hoch potente Steuersünder nicht durchgesetzt werden und verloren gehen; dadurch werde der Gleichheitsgrundsatz der Besteuerung verletzt. Außerdem würde ihnen Strafvereitelung im Amt angesonnen.

## Versetzung und Gegenmaßnahmen
Daraufhin wurde mehr als ein Dutzend kritischer Steuerfahnder versetzt, elf davon in den Innendienst in andere Steuerabteilungen, zwei Steuerfahnder und zwei Sachgebietsleiter mussten die Steuerfahndung ganz verlassen, darunter Rudolf Schmenger und Frank Wehrheim. Die Abteilung V wurde aufgelöst, da sie überbesetzt sei, obwohl vor der Auseinandersetzung noch Personal beantragt worden war.
Rudolf Schmenger und einige seiner Kollegen wandten sich vergeblich an den hessischen Finanzminister Karlheinz Weimar und an den hessischen Ministerpräsidenten Roland Koch. Auch eine Petition an den Petitionsausschuss des Landtages brachte keinen Erfolg. Die beantragte Aussagegenehmigung zur Erstattung einer Strafanzeige bei der Staatsanwaltschaft wurde abgelehnt.

## Urteil des Berufsgerichts für Heilberufe
Im November 2009 verurteilte das Verwaltungsgericht Gießen als Berufsgericht für Heilberufe den Gutachter Thomas Holzmann wegen vorsätzlicher Falschbegutachtung zu einer Geldbuße von 12.000 Euro. Das Gericht führte in seiner Urteilsbegründung aus, Holzmann habe bei seinen Gutachten mit Vorsatz die Standards für psychiatrische Begutachtungen nicht eingehalten. So habe er zum Beispiel keine standardisierten Tests durchgeführt. Das Gericht wies die Rechtfertigung des Psychiaters zurück, er habe dem „Medienverhalten“ der Probanden Krankheitswert zugemessen. Diese hätten jahrelang Öffentlichkeitsarbeit betrieben, bei der nichts herausgekommen sei, was für ihre Annahme spreche. „Dass sie die Sache dennoch weiterverfolgten, zeige, dass bei ihnen nicht rationale Überlegungen führend seien, sondern das Anliegen, etwas aufzudecken, wo es vielleicht nichts mehr aufzudecken gebe.“ Diese Einlassung des Beschuldigten war nach Auffassung des Gerichts nicht geeignet, den im Sachverständigengutachten in diesem Zusammenhang festgestellten Mangel der Verletzung des Neutralitätsprinzips durch den Beschuldigten auszuräumen, „der nicht einmal hypothetisch in Erwägung ziehe, dass die Angaben der Probanden auch teilweise oder ganz der Realität entsprechen könnten.“
Jürgen Banzer, der damalige Minister für Arbeit, Familie und Gesundheit des Landes Hessen, kündigte an, dass das Land den Spruch des Berufsgerichts anerkenne und dass kein Rechtsmittel gegen das Urteil eingelegt werde. Damit wurde der Richterspruch rechtskräftig.
Im Dezember 2009 bot Finanzminister Weimar den vier Betroffenen die Rückkehr in die Hessische Finanzverwaltung an, was von ihnen deshalb nicht angenommen wurde, weil sie es als „respektlos und unangemessen“ empfanden. Im Januar 2013 erneuerte Finanzminister Thomas Schäfer das Rückkehrangebot vom Dezember 2009, das die vier Betroffenen wiederum im Hinblick auf ihre eingereichte Schadenersatzklage als ein „nicht ernst gemeintes Manöver als Reaktion auf politischen Druck“ bezeichneten.

## Schadensersatzprozesse
Im März 2013 wurde ein Schadenersatzprozess der vier Steuerfahnder gegen das Land Hessen vor dem Landgericht Frankfurt auf Sommer 2013 vertagt. Aufgrund einer Äußerung des damaligen Sprechers des hessischen Finanzministeriums gegenüber dem Redakteur eines Wirtschaftsblattes im Jahr 2009, wonach einer der Steuerfahnder an „Verfolgungswahn“ leide, verklagte dieser das Land Hessen in einem weiteren Prozess wegen einer Verletzung seines allgemeinen Persönlichkeitsrechts auf Zahlung einer Geldentschädigung von 20.000 Euro. Diese Klage wies das OLG Frankfurt am 14. Juli 2014 in der Berufungsinstanz rechtskräftig ab.
Der Gutachter Thomas Holzmann wurde am 3. Dezember 2015 in letzter Instanz vom OLG Frankfurt zu Schadensersatz für alle vier Kläger verurteilt. Insgesamt musste der Gutachter demnach 226.000 Euro Schadensersatz an die vier Kläger zahlen. Marco Wehner bekam 27.000 Euro zugesprochen, Rudolf Schmenger 54.000 Euro, Heiko und Tina Feser bekommen 69.000 und 76.000 Euro.
Höhere Forderungen waren vom Landgericht gekürzt worden, da die Betroffenen 2009 ein Angebot des Landes hätten annehmen können. Anwalt Harald F. Nolte lehnte diese früheren Angebote als unangemessen ab. Außerdem fehle eine Entschuldigung des Landes.

## Parlamentarischer Untersuchungsausschuss
Ein parlamentarischer Untersuchungsausschuss im hessischen Landtag brachte keine weiteren Ergebnisse, zumal Rudolf Schmenger und Frank Wehrheim nicht einmal als Zeugen geladen und befragt wurden.
Am 11. Februar 2010 nahm der Untersuchungsausschuss UNA 18/1 des Hessischen Landtages unter der Federführung der Koalitionsparteien CDU und FDP seine Arbeit auf. Er tagte zunächst unter dem Vorsitz des FDP-Politikers Leif Blum, bis dieser das Amt wegen staatsanwaltlicher Ermittlungen wegen Beihilfe zur Steuerhinterziehung gegen ihn ruhen ließ. Das Amt übernahm sein Parteifreund Stefan Müller. Im Juni 2010 riefen die Fraktionen von SPD und Grünen den Staatsgerichtshof an, da die Regierungskoalition nach ihrer Auffassung mit Beweisanträgen den Untersuchungsauftrag verändert hätte. Dies widerspreche der Verfassung und verletze ihre oppositionellen Rechte.
Gutachter Holzmann erklärte am 21. November 2011 gegenüber dem Untersuchungsausschuss, dass er niemals in seinem Leben Gefälligkeitsgutachten erstellt habe. Ein politischer Zusammenhang konnte auch danach nicht bewiesen werden.
Thomas Holzmann blieb im Untersuchungsausschuss eine nähere Erläuterung seiner inhaltlichen Diagnosen verwehrt, da ihn die vier Betroffenen nicht von seiner ärztlichen Schweigepflicht entbinden wollten. Er erklärte sein Verhalten insgesamt als korrekt entsprechend seiner Aufgabe, gestand lediglich formelle, nicht jedoch inhaltliche Schwächen seines Gutachtens ein und entkräftete die Vorwürfe, Anweisungen oder Vorteilen gefolgt zu sein oder ein Gefälligkeitsgutachten erstellt zu haben.
Der Untersuchungsausschuss beendete seine Arbeit im Mai 2012 nach 28 Sitzungen ohne gemeinsames Ergebnis. CDU und FDP betrachteten alle Vorwürfe als widerlegt, während die Oppositionsparteien weiterhin von einem schuldhaften Verhalten ausgingen.

## Strafanzeigen
Zunächst legte keiner der betroffenen Steuerfahnder gegen den Bescheid zur Versetzung in den Ruhestand Widerspruch ein. Im Falle eines offiziellen Widerspruchs wäre möglicherweise ein Zweitgutachter beauftragt worden.
Im August 2009 stellten Rudolf Schmenger und sein ehemaliger Sachgebietsleiter Frank Wehrheim schließlich Strafantrag gegen Weimar und seinen Pressesprecher Scheerer. Gegen Weimar wurden keine Ermittlungen aufgenommen, die Ermittlungen gegen Scheerer wurden eingestellt.
Der Vizepräsident des saarländischen Finanzgerichts Peter Bilsdorfer erstattete im November 2009 Strafanzeige wegen Veruntreuung von Steuergeldern gegen Verantwortliche der Finanzbehörden und Minister Weimar.
Im Auftrag des Landgerichts Frankfurt bewertete Norbert Nedopil, Chef der forensischen Psychiatrie des Universitätsklinikums München, die Gutachten als „nicht nachvollziehbar und mit dem derzeitigen Wissen nicht schlüssig vereinbar“. Nach seiner Einschätzung habe „aus psychiatrischer Sicht keine medizinische Voraussetzung für eine anhaltende Dienst- oder Teildienstunfähigkeit“ bestanden.

## Rezeption
In der Sendung Die Story im Ersten vom 15. Juni 2015 wurde u. a. die Steuerfahnder-Affäre thematisiert. Titel dieser Sendung: „Die Gutachterrepublik. Wenn Rechtsprechung privatisiert wird“.
Der Skandal wurde in mehreren Publikationen aufgegriffen; beispielsweise:
- Sascha Adamek, Kim Otto: Schön reich – Steuern zahlen die anderen: Wie eine ungerechte Politik den Vermögenden das Leben versüßt. Heyne 2009
- Michael Gösele, Frank Wehrheim: Inside Steuerfahndung: Ein Steuerfahnder verrät erstmals die Methoden und Geheimnisse der Behörde. Riva-Verlag 2001

## Whistleblower-Preis
Rudolf Schmenger und Frank Wehrheim wurde am 9. Mai 2009 von der VDW und IALANA in Bad Boll anlässlich der Tagung „60 Jahre Grundrechte“ der Whistleblowerpreis 2009 vergeben. Die von Carl-Friedrich von Weizsäcker mitbegründete Vereinigung Deutscher Wissenschaftler verlieh ihnen den Preis auch stellvertretend für ihre Mitarbeiter und die weniger erfolgreichen Vorgänger Klaus Förster, Werner Demant und Werner Borcharding. Als Insider hätten sie, so die Laudatio, entscheidend dazu beigetragen, einen staatlichen Bereich mit seinen Missständen dem Einblick der kritischen Öffentlichkeit zu öffnen.
Beide Preisträger haben mit Beharrlichkeit die Folgen der „Amtsverfügung“ und der anschließenden skandalösen Zermürbung und Zerschlagung der gesamten kritischen Steuerfahndungsabteilung immer wieder heftig und mit guten Gründen kritisiert. Sie haben die direkten und indirekten, die dienstrechtlichen und die politischen Folgen dieser hessischen Vorgänge über Jahre transparent werden lassen – in einer Abfolge vielfältiger Formen des Whistleblowing. Sie haben als Insider entscheidend dazu beigetragen, einen wichtigen staatlichen Bereich mit seinen Missständen dem Einblick der kritischen Öffentlichkeit zu öffnen. Das verdient großen Respekt und öffentliche Anerkennung.